# نیروگاه برق آبی تیکوس
نیروگاه برق آبی تیکوس (به لاتین: Tikveš Hydroelectric Power Station) یک نیروگاه برقابی و سد در مقدونیه شمالی است که در شهرداری کاوادارسی واقع شده‌است.